# История графена

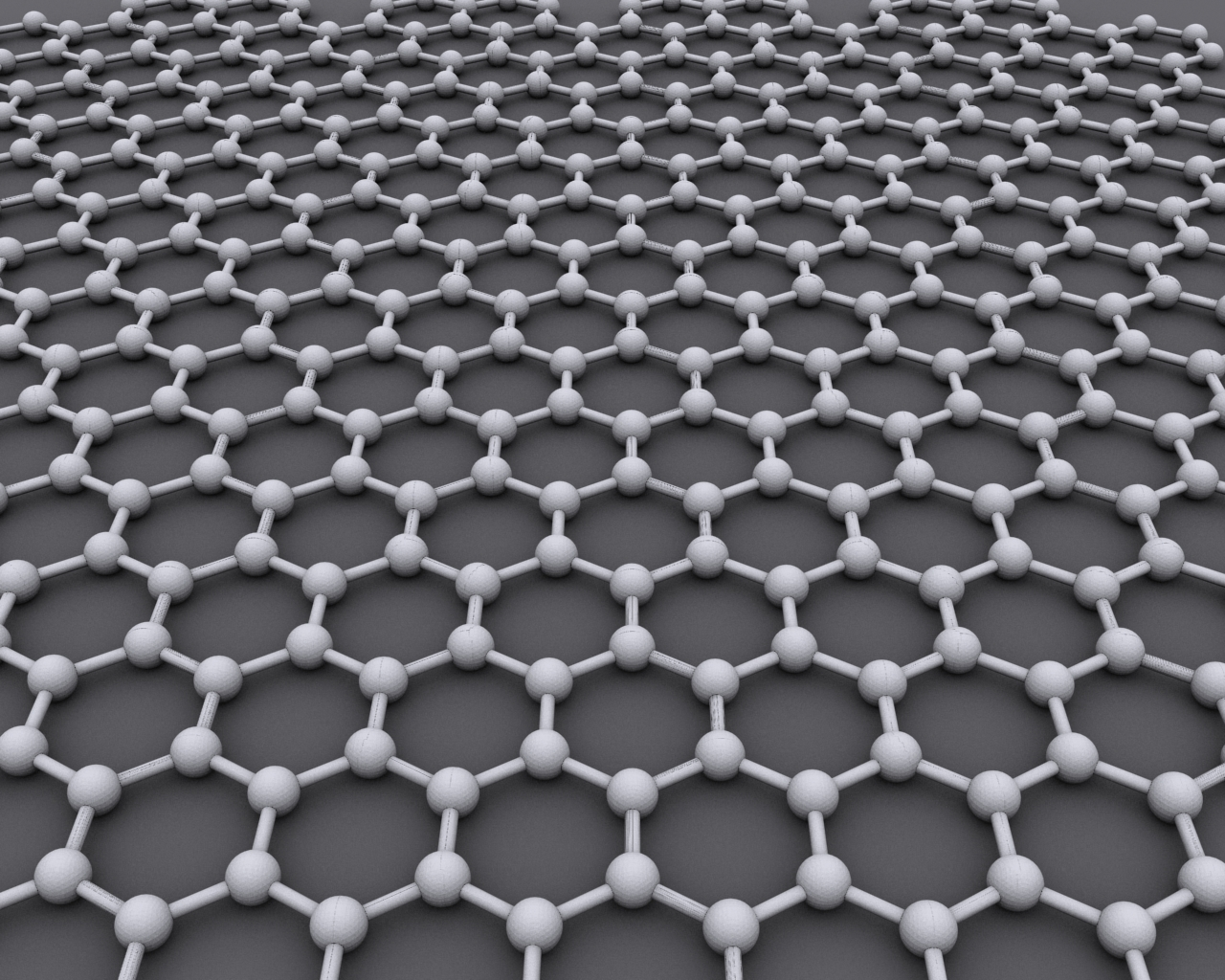
Идеальная кристаллическая структура графена представляет собой гексагональную кристаллическую решётку

В 1859 году химик Бенджамин Броуди (англ. Benjamin Brodie) впервые испытал действие сильных кислот на графите, получил суспензию кристаллов оксида графена. Доказательства малой толщины этих кристаллов были получены только в 1948 году после эксперимента Дж. Руесса (англ. G. Ruess) и Ф. Фогта (англ. F. Vogt), которые использовали просвечивающий электронный микроскоп. Хотя эти кристаллы были не чистым графеном и их толщина составляла несколько нанометров, в последующих работах Ульриха Хоффмана (англ. Ulrich Hofmann) и Ханса-Питера Бёма (англ. Hanns-Peter Boehm) было показано, что при восстановлении оксида графита попадаются также фрагменты графита атомарной толщины. В 1986 году Бём с коллегами предложил термин графен для обозначения монослойного графита. Первые графеновые слои, выращенные на металлических подложках Ru, Rb, Ni, были получены в 1970 году Джоном Грантом (англ. John Grant) и Блэкли (англ. Blakely).
Транспортные измерения на плёнках с десятками слоёв провёл в 1997—2000 годах Ёсико Охаси (англ. Yoshiko Ohashi), он продемонстрировал эффект электрического поля на сопротивление плёнок и измерил осцилляции Шубникова — де Гааза. Впервые транспортные свойства графена с 2004 года изучались в Манчестерском университете под руководством Андрея Гейма. В статье Константина Новосёлова в журнале «Science» от 2004 года были показаны основные электрические транспортные и магнетотранспортные свойства графитовых плёнок толщиной в несколько атомарных слоёв, продемонстрированы эффект поля и полевой транзистор на основе Si/SiO2, ставший основной структурой для последующих транспортных исследований. Позже в 2005 году та же группа измерила квантовый эффект Холла, доказали линейность энергетического спектра графена и применимость уравнения Дирака к носителям тока в графене. Последнее примечательно тем, что открыло возможность изучать аналогичные эффекты квантовой электродинамики в лаборатории на столе.
Простой метод получения образцов графена, предложенный в работе 2004 года, позволил сотням лабораторий по всему миру включиться в исследования уникальных свойств графена. Работа 2004 года с тех пор была процитирована более 10 000 раз согласно Google Scholar. Эта статья вошла в список сотни статей с наибольшим числом цитирований. За исследования свойств графена Андрей Гейм и Константин Новосёлов получили Нобелевскую премию по физике за 2010 год.

## Список литературы
- Новосёлов К. С. Графен: материалы Флатландии // УФН. — 2011. — Т. 181. — С. 1299—1311. — doi:10.3367/UFNr.0181.201112f.1299.
- Гейм А. К. Случайные блуждания: непредсказуемый путь к графену // УФН. — 2011. — Т. 181. — С. 1284—1298. — doi:10.3367/UFNr.0181.201112e.1284.
- Castro Neto A. H., Guinea F., Peres N. M. R., Novoselov K. S., Geim A. K. Электронные свойства графена (англ.) = The electronic properties of graphene // Rev. Mod. Phys. — 2009. — Vol. 81. — P. 109—162. — doi:10.1103/RevModPhys.81.109. — arXiv:0709.1163.
- Geim A. K., Novoselov K. S. Восход графена (англ.) = The rise of graphene // Nature Materials. — 2007. — Vol. 6. — P. 183—191. — doi:10.1038/nmat1849. — arXiv:cond-mat/0702595.
- Andrei E. Y., Li G., Du X. Электронные свойства графена: взгляд со стороны сканирующей туннельной микроскопии и магнетотранспорта (англ.) = Electronic properties of graphene: a perspective from scanning tunneling microscopy and magnetotransport // Rep. Prog. Phys.. — 2012. — Vol. 75. — P. 056501. — doi:10.1088/0034-4885/75/5/056501. — arXiv:1204.4532.
- Novoselov K. S., Geim A. K., Morozov S. V., Jiang D., Zhang Y., Dubonos S. V., Grigorieva I. V., Firsov A. A. Эффект поля в атомарно тонких углеродных плёнках (англ.) = Electric Field Effect in Atomically Thin Carbon Films // Science. — 2004. — Vol. 306. — P. 666—669. — doi:10.1126/science.1102896. — arXiv:cond-mat/0410550.
- Novoselov, K. S.; Geim, A. K.; Morozov, S. V.; Jiang, D.; Katsnelson, M. I.; Grigorieva, I. V.; Dubonos, S. V.; Firsov, A. A. Two-dimensional gas of massless Dirac fermions in graphene (англ.) // Nature : journal. — 2005. — Vol. 438, no. 7065. — P. 197—200. — doi:10.1038/nature04233. — Bibcode: 2005Natur.438..197N. — arXiv:cond-mat/0509330. — PMID 16281030.